# Węgielsztyn (gromada)
Węgielsztyn – dawna gromada, czyli najmniejsza jednostka podziału terytorialnego Polskiej Rzeczypospolitej Ludowej w latach 1954–1972.
Gromady, z gromadzkimi radami narodowymi (GRN) jako organami władzy najniższego stopnia na wsi, funkcjonowały od reformy reorganizującej administrację wiejską przeprowadzonej jesienią 1954 do momentu ich zniesienia z dniem 1 stycznia 1973, tym samym wypierając organizację gminną w latach 1954–1972.
Gromadę Węgielsztyn z siedzibą GRN w Węgielsztynie utworzono – jako jedną z 8759 gromad na obszarze Polski – w powiecie węgorzewskim w woj. olsztyńskim na mocy uchwały nr 28 WRN w Olsztynie z dnia 4 października 1954. W skład jednostki weszły obszary dotychczasowych gromad Guja, Karłowo, Stawki i Węgielsztyn oraz miejscowość Brzozowo z dotychczasowej gromady Brzozowo ze zniesionej gminy Węgielsztyn w tymże powiecie. Dla gromady ustalono 15 członków gromadzkiej rady narodowej.
31 grudnia 1967 z gromady Węgielsztyn wyłączono część obszaru jeziora Oświn (50 ha), włączając ją do gromady Perły w tymże powiecie.
Gromada przetrwała do końca 1972 roku, czyli do kolejnej reformy gminnej. 1 stycznia 1973 w powiecie węgorzewskim reaktywowano gminę Węgielsztyn.